# Jaworek (Łódź)
Pour les articles homonymes, voir Jaworek.
Jaworek est une localité polonaise de la gmina de Czastary, située dans le powiat de Wieruszów en voïvodie de Łódź.